# Yolande d'Anjou (1412-1440)
Ne doit pas être confondu avec Yolande d'Anjou.
Yolande d'Anjou née en 1412 et morte en 1440, est une membre de la Maison d'Anjou qui est comtesse de Montfort par son mariage avec François Ier de Bretagne.

## Famille
Elle est la quatrième enfant de Louis II d'Anjou et de Yolande d'Aragon. D'abord fiancée à Philippe de Saint-Pol, duc de Brabant, elle épouse François Ier, comte de Montfort et futur duc de Bretagne, le 28 août 1431 à Nantes. Un enfant naît de cette union :
- Renaud (1434-vers 1439), qui meurt en bas âge[1].

Elle meurt vers l'âge de 27 ans le 17 juillet 1440. Son corps est inhumé dans l'église des Cordeliers de Vannes.